# Liolophura japonica
Liolophura japonica is een keverslakkensoort die behoort tot de familie Chitonidae.
Deze soort wordt tot 50 millimeter lang en is vuilwit tot bruin van kleur. De zoom vertoont vele korte knotsvormige stekeltjes.
Deze soort leeft in het getijdengebied en komt voor in Japan (Kusui).